# Sant Policarp de Cortàs
Sant Policarp de Cortàs és l'església de l'entitat de població de Cortàs, pertanyent al municipi de Bellver de Cerdanya, a la comarca de la Baixa Cerdanya, inclosa en l'Inventari del Patrimoni Arquitectònic de Catalunya
Surt anomenada, al costat de la parròquia d'Éller a la fi del segle x a l'acta de consagració de la Seu d'Urgell.

## Edifici
Construït cap a la meitat del segle xii, és d'un romànic auster sense cap ornamentació. Consta de nau única amb un absis desviat cap a l'esquerra amb volta semicircular i la de la nau apuntada, construïda posteriorment. En el centre de l'absis té una petita finestra, l'única de la qual disposa el temple. A ambdós costats de la nau es van afegir dues capelles laterals i la sagristia en reformes posteriors. Té una petita pica baptismal amb ornamentació treballada.